# Miroslav Šantek (pravnik)
Miroslav Šantek (1896. – 1986.), bio je hrvatski pravnik i akademik HAZU-a.
Bio je tajnik Stola sedmorice i nastavnik građanskoga sudskog postupka na Pravnomu fakultetu Sveučilišta u Zagrebu (1942. – 1945.).
Radovi
- Ovlasti viših sudova u kaznenim stvarima povodom tužiteljeva pravnoga lieka, u: Rad Hrvatske akademije znanosti i umjetnosti. Razreda povijesno-jezikoslovnog i filozofsko-pravnoga, knjiga 126, Zagreb, 1943., str. 103-132.[3] (preslika)

Knjige
- Zakonik o sudskom postupku u gradjanskim parnicama, Zagreb, 1933.[4]
- Uredba o likvidaciji zemljoradničkih dugova : II dodatak knjizi : sadrži sve izmjene i dopune, ostale savezne propise..., St. Kugli: Zagreb, 1938. (suautor Franjo Žilić)[5]

## Vanjske poveznice
- Bibliografija u Digitalnoj zbirci i katalogu Hrvatske akademije znanosti i umjetnosti